# Xylophanes undata
Xylophanes undata là một loài bướm đêm thuộc họ Sphingidae. Loài này có ở Trung Mỹ to Peru và further phía nam into Bolivia.
Sải cánh dài 72–83 mm. Nó có màu và kiểu giống Xylophanes zurcheri.

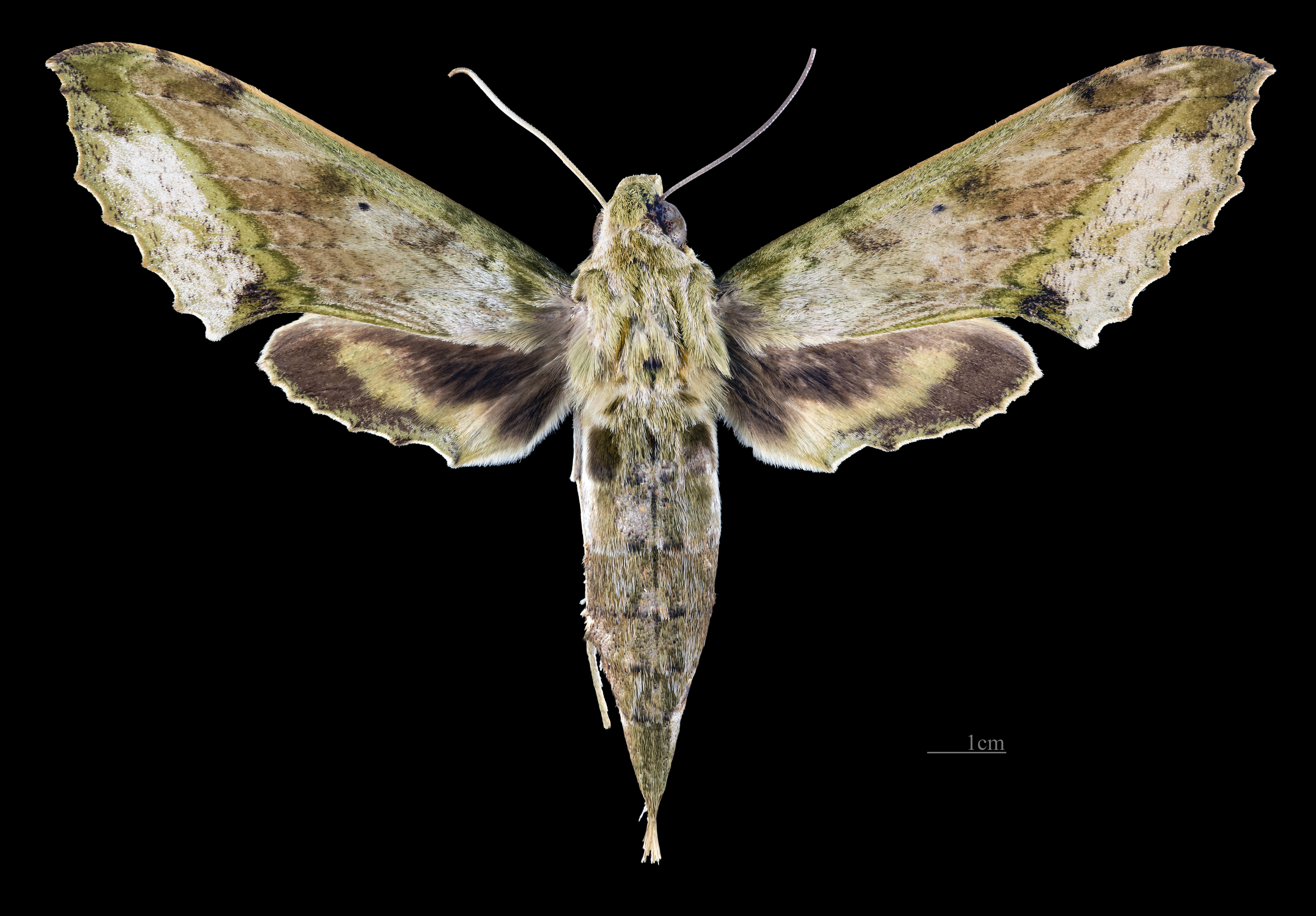
Xylophanes undata ♀
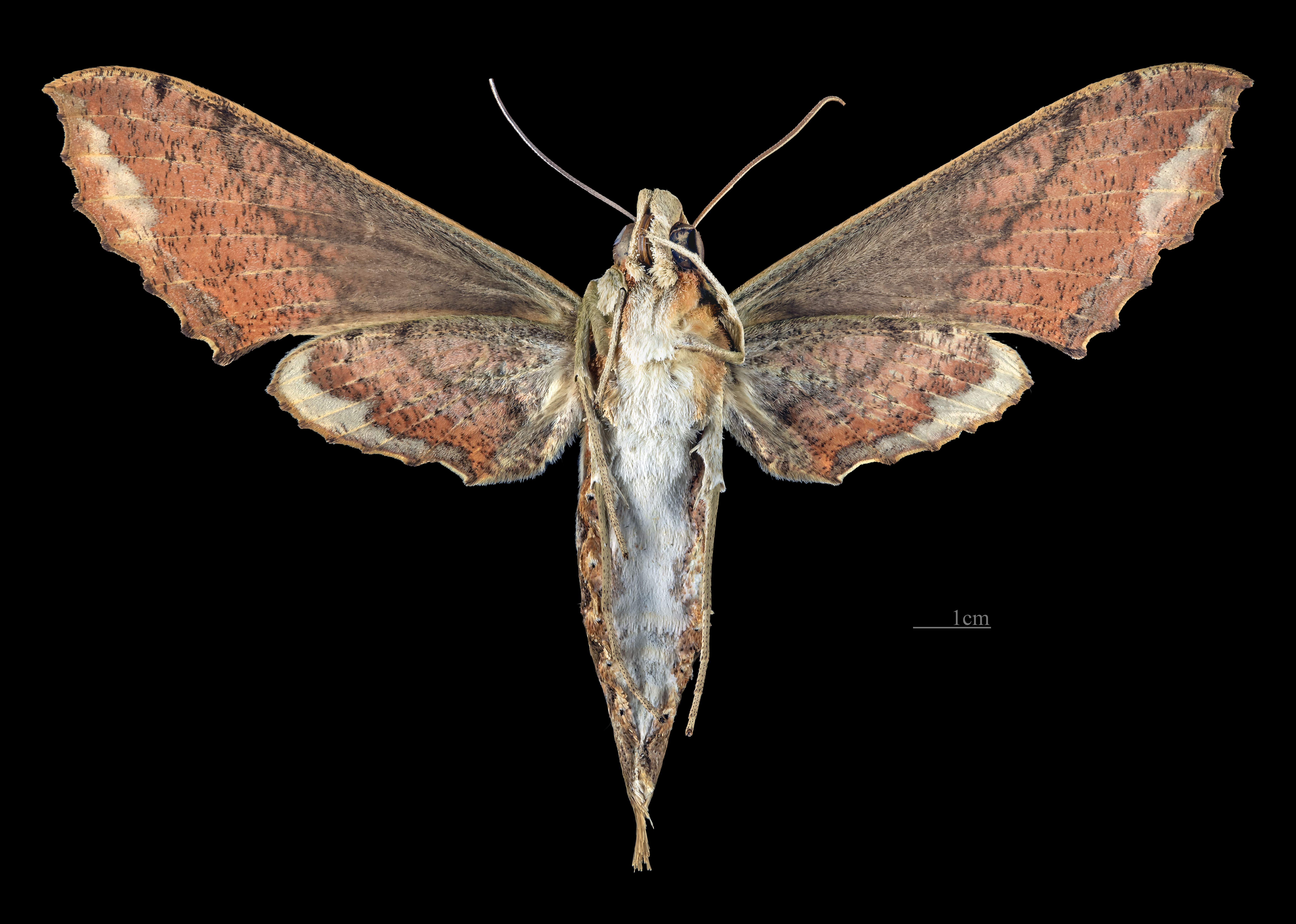
Xylophanes undata  ♀ △

Con trưởng thành bay quanh năm (trừ tháng 3) in Costa Rica. In Peru, Mỗi năm loài này có ba thế hệ con trưởng thành bay từ tháng 1 đến tháng 2, vào tháng 6 và vào tháng 10.
Ấu trùng có thể ăn các loài Rubiaceae.